# Movies 24
Movies 24 est une chaîne de télévision britannique privée payante. 

## Histoire
La chaîne est lancée au Royaume-Uni le 26 juin 2006 sur le fournisseur de satellites Sky. Le 16 octobre 2006, une chaîne de rediffusion Movies 24 + est lancée. La chaîne était auparavant une chaîne de rediffusion de 90 minutes de décalage appelée More 24.
En septembre 2007, Movies 24 + a un programme quotidien distinct de Movies 24, montrant les mêmes films mais à des moments différents tout au long de la journée. Depuis le 1er avril 2020, Movies 24 n'est plus disponible sur la plateforme BT TV.
La chaîne devient connue à ses débuts pour la diffusion de téléfilms et d'émissions de télévision à l'origine disponibles pour Hallmark Channel en Grande-Bretagne, avant d'être remplacés en 2010.

## Traduction
- (en) Cet article est partiellement ou en totalité issu de l’article de Wikipédia en anglais intitulé « Movies 24 » (voir la liste des auteurs).

1. ↑  (en) Patrick Munn, « Movies 24 Sets UK Premiere Date For ‘Mystery 101: Killer Timing’ », sur tvwise.co.uk, 2021 (consulté le 31 janvier 2022)